# Monanthocitrus
Monanthocitrus Tanaka è un genere di piante della famiglia delle Rutacee.

## Distribuzione e habitat
Il genere è presente nel Borneo e in Nuova Guinea

## Tassonomia
Comprende le seguenti specie:
- Monanthocitrus bispinosa B.C.Stone
- Monanthocitrus cornuta (Lauterb.) Tanaka
- Monanthocitrus oblanceolata B.C.Stone & D.T.Jones
- Monanthocitrus paludosa (Lauterb.) B.C.Stone